# Ardisia opegrapha
Ardisia opegrapha là một loài thực vật có hoa trong họ Anh thảo. Loài này được Oerst. mô tả khoa học đầu tiên năm 1862.